# دین وید
دین وید (انگلیسی: Dean Wade؛ زادهٔ ۲۰ نوامبر ۱۹۹۶) بازیکن بسکتبال اهل ایالات متحده آمریکا است.
از باشگاه‌هایی که در آن بازی کرده‌است می‌توان به کلیولند کاوالیرز اشاره کرد.